# سیارک ۸۴۴۱
سیارک ۸۴۴۱ (به انگلیسی: 8441 Lapponica، نامگذاری:4008T-3) هشت هزار و چهارصد و چهل و یکمین سیارک کشف شده‌است که در ۱۶ اکتبر ۱۹۷۷ کشف شد.
قدر مطلق سیارک برابر ۱۳٫۶۰ است.